# Wong Kam Po
Dans ce nom, le nom de famille, Wong, précède le nom personnel.
Wong Kam-po (chinois simplifié : 黄金宝 ; chinois traditionnel : 黃金寶 ; pinyin : Huáng Jīnbǎo; cantonais jyutping : wong4 gam1 bou2), né le 13 mars 1973 à Sha Tin, est un coureur cycliste professionnel. Il a été porte-drapeau pour Hong Kong aux Jeux olympiques d'été de 2008 à Pékin. Il est actuellement directeur sportif de l'équipe HKSI.

## Palmarès sur route

### Palmarès par années
- 1995
  - Tour de Okinawa
  -  Médaillé d'argent de la course en ligne des Jeux de l'Océan Pacifique[1]
- 1997
  - Tour des Philippines :
    - Classement général
    - 15e étape
- 1998
  -  Médaillé d'or de la course en ligne aux Jeux asiatiques
  - Tour de Okinawa
- 1999
  -  Champion de Hong Kong sur route
  -  Champion de Hong Kong du contre-la-montre
  - 3e étape de l'International Cycling Classic
  - Tour de la mer de Chine méridionale
- 2000
  -  Champion de Hong Kong sur route
  - 4e étape du Tour de Langkawi
  - 3e étape du Tour de la mer de Chine méridionale
  - Tour de Okinawa
- 2001
  -  Champion d'Asie sur route
  - 10e étape de l'International Cycling Classic
  - Tour de la mer de Chine méridionale
    - Classement général
    - 2e, 3e et 4e étapes

  -  Médaillé de bronze au championnat d'Asie du contre-la-montre
- 2002
  - 5e et 7e étapes du Tour de Wellington
  - 4e étape du Tour du lac Qinghai
  -  Médaillé de bronze au championnat d'Asie sur route
  -  Médaillé de bronze de la course en ligne aux Jeux asiatiques
- 2003
  - Tour de Steinfurt
  - 3e étape du Tour Nord-Isère
  - 1re et 5e étapes du Tour de Corée
  - 1re étape du Tour du lac Qinghai
  - 2e étape du Tour de la mer de Chine méridionale
  - 2e du Tour de la mer de Chine méridionale
- 2004
  - Tour de Okinawa
  - Tour de Hokkaido
    - Classement général
    - 1re étape

  - 5e étape du Tour d'Indonésie
  - 3e du Tour de la mer de Chine méridionale
- 2005
  - 2e, 4e, 5e, 6e et 7e étapes du Tour de la mer de Chine méridionale
  - 1re étape du Tour du Siam
  - 2e, 3e et 4e étapes du Tour de Chine
  - 9e étape du Tour d'Indonésie
  - 2e du Tour de la mer de Chine méridionale
- 2006
  -  Médaillé d'or de la course en ligne aux Jeux asiatiques
  - Grand Prix des Fêtes de Coux-et-Bigaroque
  - 3e et 4e étapes du Cepa Tour
  - 1re étape du Tour du Japon
  - Ronde du Sidobre
  - 4e étape du Tour de la mer de Chine méridionale
  - 3e du Tour du Lot-et-Garonne
- 2007
  - 5e étape du Jelajah Malaysia
  - 2e étape du Tour de Taïwan
- 2008
  - 1re et 7e étapes du Tour de Taïwan
- 2009
  -  Médaillé d'or de la course en ligne aux Jeux de Chine
  - 2e étape du Tour du Japon
  - 4e étape du Tour de Corée
  -  Médaillé de bronze du contre-la-montre par équipes aux Jeux de l'Asie de l'Est
- 2010
  -  Médaillé d'or de la course en ligne aux Jeux asiatiques
  - 3e étape du Tour de Kumano
- 2011
  - 3e étape du Tour de Hong Kong
  - 2e étape du Tour d'Indonésie
  - 2e étape du Tour d'Ordos
  - 2e du Tour de Hong Kong
  - 3e du championnat de Hong Kong sur route
- 2012
  -  Champion d'Asie sur route
  - 2e étape du Tour de Taïwan
  - 5e étape du Tour du Japon
  - 2e du Tour de Taïwan
- 2013
  - 3e du championnat de Chine sur route

### Classements mondiaux
| Année         | 2005 | 2006 | 2007 | 2008 | 2009 | 2010 | 2011 | 2012 | 2013 |
| ------------- | ---- | ---- | ---- | ---- | ---- | ---- | ---- | ---- | ---- |
| UCI Asia Tour | 27e  | 13e  | 11e  | 90e  | 33e  | 71e  | 112e | 4e   | 269e |

## Palmarès sur piste

### Championnats du monde
- Palma de Majorque 2007
  -  Champion du monde du scratch
- Copenhague 2010
  - 13e de l'américaine

### Coupe du monde
- 2007-2008
  - 1er du scratch à Los Angeles
- 2008-2009
  - 1er de la course aux points à Copenhague

### Jeux asiatiques
- 2002
  -  Médaillé de bronze de l'américaine
- Guangzhou 2010
  -  Médaillé d'argent de la course aux points

### Championnats d'Asie
- Maebashi 1999
  -  Médaillé d'argent de la poursuite
  -  Médaillé de bronze de l'américaine
- Kaohsiung-Taichung 2001
  -  Médaillé de bronze de la poursuite
- Bangkok 2002
  -  Médaillé de bronze de la course aux points
  -  Médaillé de bronze de la poursuite
- Yokkaichi 2004
  -  Médaillé d'argent de la course aux points
  -  Médaillé de bronze du scratch
- Kuala Lumpur 2006
  -  Médaillé d'argent de l'américaine
  -  Médaillé de bronze du scratch
- Nara 2008
  -  Médaillé d'or de l'américaine
  -  Médaillé de bronze du scratch
- Tenggarong 2009
  -  Médaillé d'or de l'américaine
  -  Médaillé de bronze du scratch
- Charjah 2010
  -  Médaillé d'argent de l'américaine
  -  Médaillé de bronze de la poursuite par équipes